# Hollow (песня Alice in Chains)
«Hollow» (с англ. — «Пуст») — песня американской рок-группы Alice in Chains, промосингл с альбома The Devil Put Dinosaurs Here (2013).

## История создания
Песня «Hollow» была написана Джерри Кантреллом во время последнего концерта турне Blackdiamondskye с участием рок-групп Alice in Chains, Mastodon и Deftones в октябре 2010 года. Кантрелл придумал основной гитарный рифф и сыграл его во время подготовки к шоу в Лас-Вегасе. Продюсеру Ника Раскулинеца и персоналу группы рифф запомнился, и Кантрелл записал его на мобильный телефон. Фрагмент «пролежал на полке» несколько лет, пока, наконец, во время подготовки к записи следующего студийного альбома Alice in Chains не превратился в полноценную песню.
«Hollow» стала первой в списке композиций альбома The Devil Put Dinosaurs Here. Уильям Дюваль назвал её одной из трёх самых любимых песен с новой пластинки, отметив, что исполнять её на концертах и совмещать игру на гитаре и пение не так просто. Джерри Кантрелл подчеркнул, что эта композиция была основана на гитарном риффе, как и многие другие песни группы, и представляла собой характерное для Alice in Chains сочетание «минора и мажора, тьмы и света». Гитарист также подчёркивал, что этот «масштабный, мясистый трек» отражал более агрессивную составляющую творчества группы, и идеально подходил на роль первой песни пластинки.

## Выпуск песни
Песня «Hollow» изначально была выпущена только для фанатов группы и не рассматривалась в качестве официального сингла. Музыканты хотели услышать мнение поклонников коллектива по поводу их нового материала. В течение десяти дней в начале декабря 2012 года в Инстаграме Alice in Chains публиковали фразы из новой песни, призывая фанатов присылать изображения, иллюстрирующие эти фразы. 18 декабря на канале группы в YouTube появилось фанатское видео с текстом песни и собранными иллюстрациями.
По словам Кантрелла, позитивная реакция фанатов привела к тому, что радиостанции начали обращаться к Alice in Chains с просьбой выслать им экземпляр композиции. 5 января 2013 года песня попала в хит-парад Billboard Mainstream Rock Tracks и находилась на его вершине на протяжении пяти недель.

## Видеоклип
10 января 2013 года был выпущен полноценный видеоклип на песню «Hollow», снятый режиссёром Roboshobo, известным по работе с Metallica и Mastodon. Героем видеоработы стал молодой человек, который выполняет рутинную работу на космической станции до тех пор, пока окончательно не теряет рассудок.
14 февраля группа опубликовала видео о съёмках клипа «Hollow».

## Критические отзывы
Музыкальные критики практически единодушно признали, что «Hollow» стала идеальной композицией для начала нового альбома, точно отражающей стиль группы. «Типичные большие и грязные риффы, на которых специализируется группа» (Louder Sound), «потрясающие риффы, тектонический грохот перемешавшихся ритмов, саморазрушающаяся лирика и слои парящего вокала» (PopMatters), «монструозные, неповоротливые риффы» (A.V. Club) — вот лишь некоторые отзывы о «Hollow» со специализированных музыкальных сайтов.
На сайте Metal Injection «Hollow» сравнили с песней «A Looking in View» с предыдущего альбома Black Gives Way to Blue, отметив печальный припев, «который остаётся в вашей голове несколько дней после всего одного прослушивания».

## Места в хит-парадах
Недельные чарты
| Хит-парад (2013)                             | Наивысшая позиция |
| -------------------------------------------- | ----------------- |
| Канада (Billboard Rock)                      | 4                 |
| США (Billboard Hot Rock & Alternative Songs) | 37                |
| США (Billboard Rock & Alternative Airplay)   | 10                |

Годовые чарты
| Хит-парад (2013)               | Позиция |
| ------------------------------ | ------- |
| US Rock Airplay (Billboard)    | 35      |
| US Mainstream Rock (Billboard) | 17      |

## Награды и номинации
| Год  | Номинируемая работа | Категория                                        | Результат |
| ---- | ------------------- | ------------------------------------------------ | --------- |
| 2014 | Рэнди Стауб         | Премия «Джуно» лучшему инженеру звукозаписи года | Номинация |